# Psammopolycystis riegeri
Psammopolycystis riegeri är en plattmaskart som beskrevs av Brunet 1979. Psammopolycystis riegeri ingår i släktet Psammopolycystis och familjen Polycystididae. Inga underarter finns listade i Catalogue of Life.